# Румен Йотов
Румен Йотов (12 април 1949 г. – 1992 г.) е български футболист, вратар. Сочен за един от най-добрите вратари в историята на Ботев (Враца). Има 202 мача в А група. Бронзов медалист през 1971 г. Има 4 мача за Б националния отбор.